# Kochanowo
Kochanowo is een plaats in het Poolse district  Wejherowski, woiwodschap Pommeren. De plaats maakt deel uit van de gemeente Luzino en telt 361 inwoners.